# Eja Siepman van den Berg
Eja Siepman van den Berg (Eindhoven, Brabante Septentrional, 17 de diciembre de 1943) es una escultora neerlandesa.

## Datos biográficos
Helena Johanna Siepman van den Berg ingresó en 1962 como alumna en la Academia de Artes Visuales (nl) de Ámsterdam, recibiendo clases del escultor Paul Grégoire y de Piet Esser. En su último año de estudios en la academia, 1967, obtuvo el Premio de Roma neerlandés de aquel año.
En el año 1978 obtuvo el Premio Charlotte van Pallandt, de carácter bienal y concedido a las jóvenes promesas de la escultura en los Países Bajos.
Su obra está fuertemente influida por la escultura de Charles Despiau. Se le puede considerar miembro del Grupo de abstracción figurativa (en neerlandés: Groep van de figuratieve abstractie).
Una de sus obras, titulada ''Nike, forma parte del proyecto Sokkelplan de La Haya, obra de 1993.
En 1998, cuando contaba 54 años, recibió el premio Wilhelminaring por su trayectoria artística y el conjunto de su obra.

## La postura de la figura
Eja Siepman van den Berg rara vez trabaja sobre la base de un modelo humano del natural. Para el desarrollo de su imagen parte de un análisis de la pose. Después traza algún dibujo o un modelo de cera pequeño. La abstracción de la forma se produce en una fase temprana del proceso creativo. Las esculturas llevan un minucioso proceso de acabado. De su maestro Paul Grégoire aprendió la importancia de los estudios y preparativos.

## Abstracción figurativa
Según marca la tradición de "El Grupo" de la abstracción figurativa, el objetivo del escultor es encontrar la quietud y el lugar en el espacio de sus obras. El efecto figurativo es secundario. Como ocurre con algunas obras de Despiau, muchas imágenes carecen de cabezas y brazos, alejándose de lo real.
Las figuras de Eja Siepman, están caracterizadas por la línea de su trazado y por la quietud de la pose, cumpliendo con las normas de la abstracción. El arabesco solo aparece en los detalles. 
Eja Siepman van den Berg ha expuesto en varios museos y galerías.

## Obras
Bronces
- Staand Meisje - chica de pie (1982), instalada en la avenida Maliebaan (nl), de Utrecht

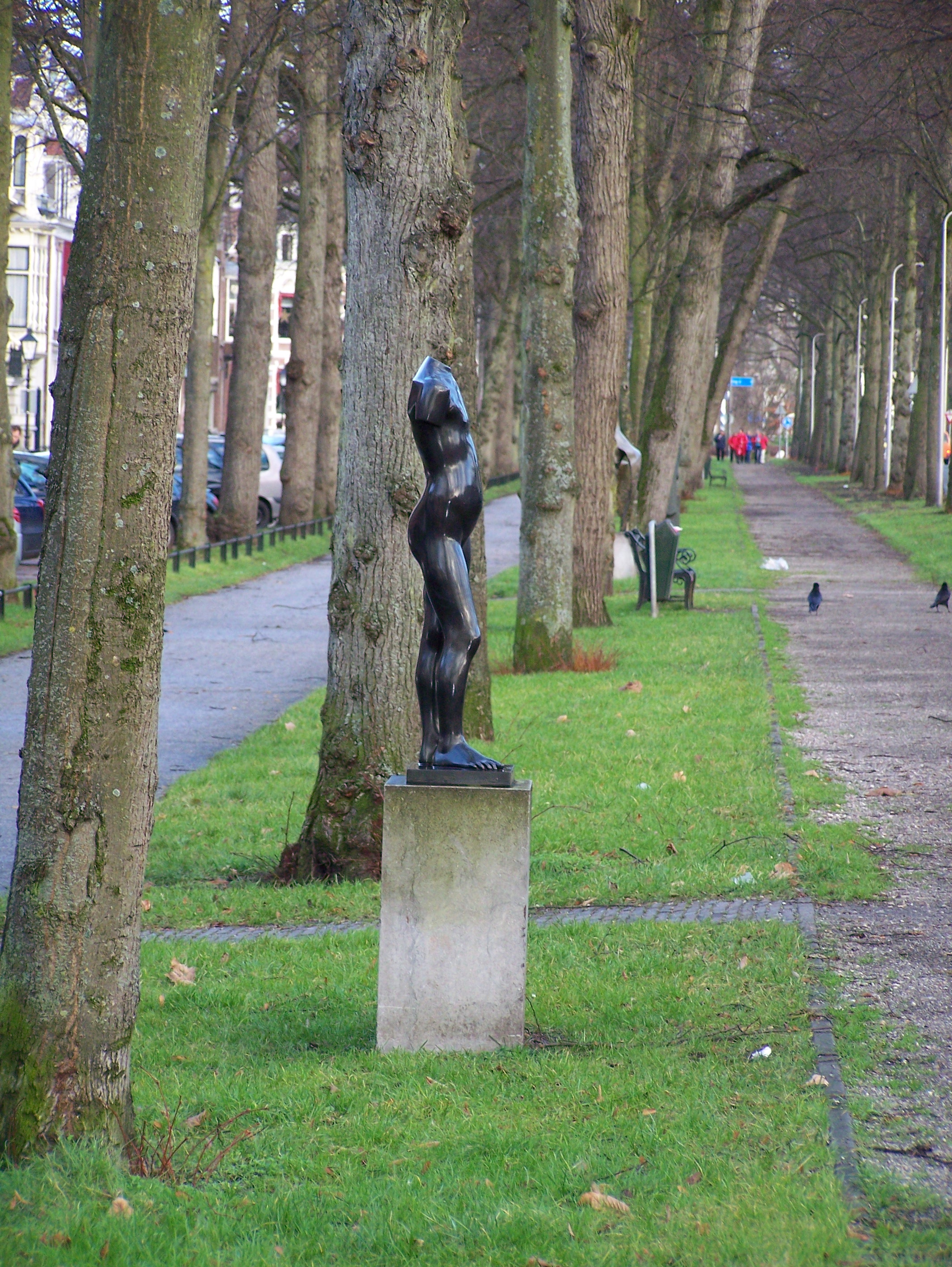
Pulsar para ampliar.

- Staand Meisje - chica de pie ; en la localidad de Dordrecht

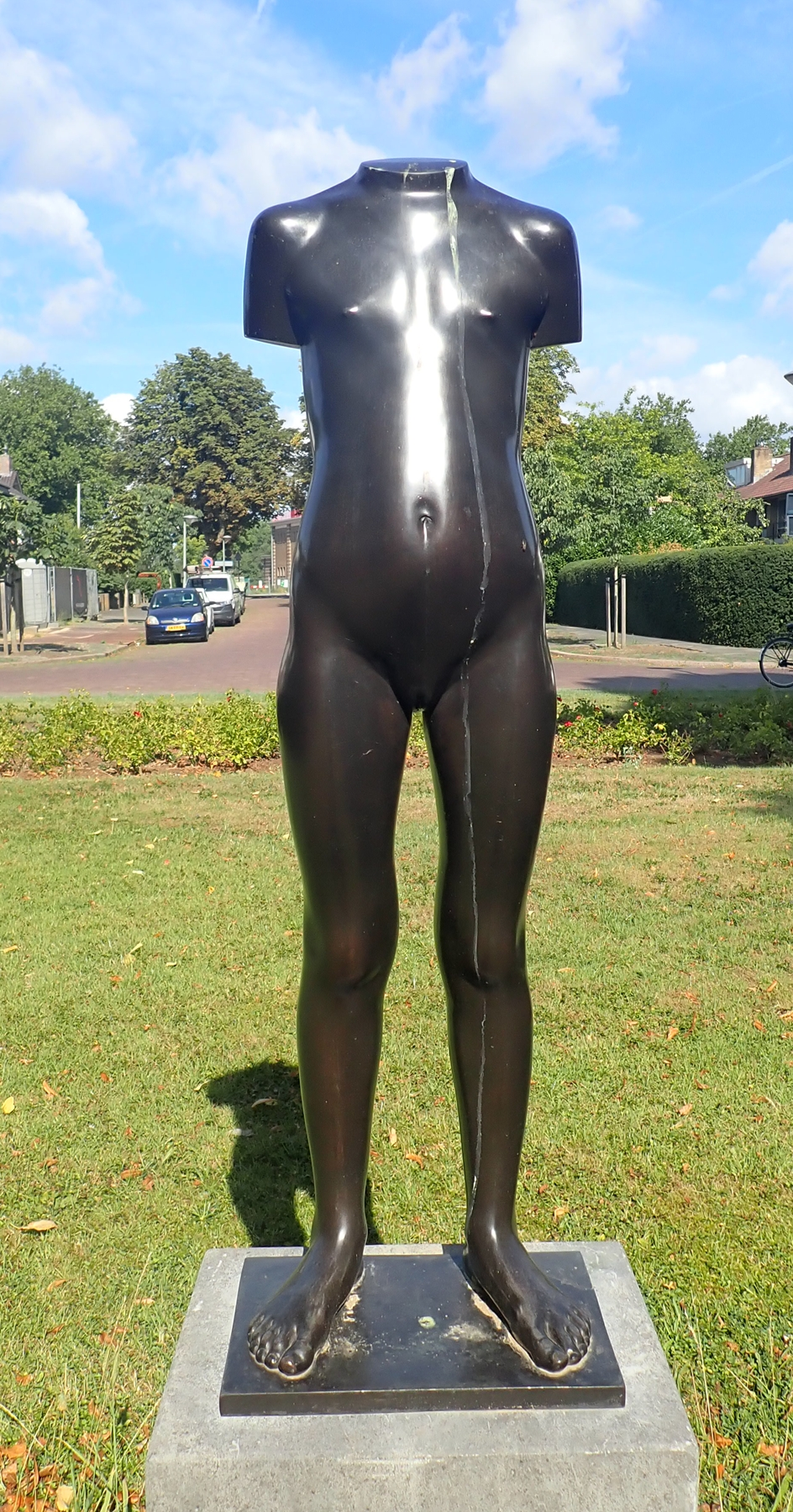
Pulsar para ampliar.

- Nike  (bronce de 1993), forma parte del proyecto Sokkelplan de La Haya,  52°4′36.42″N 4°19′1.6″E / 52.0767833, 4.317111

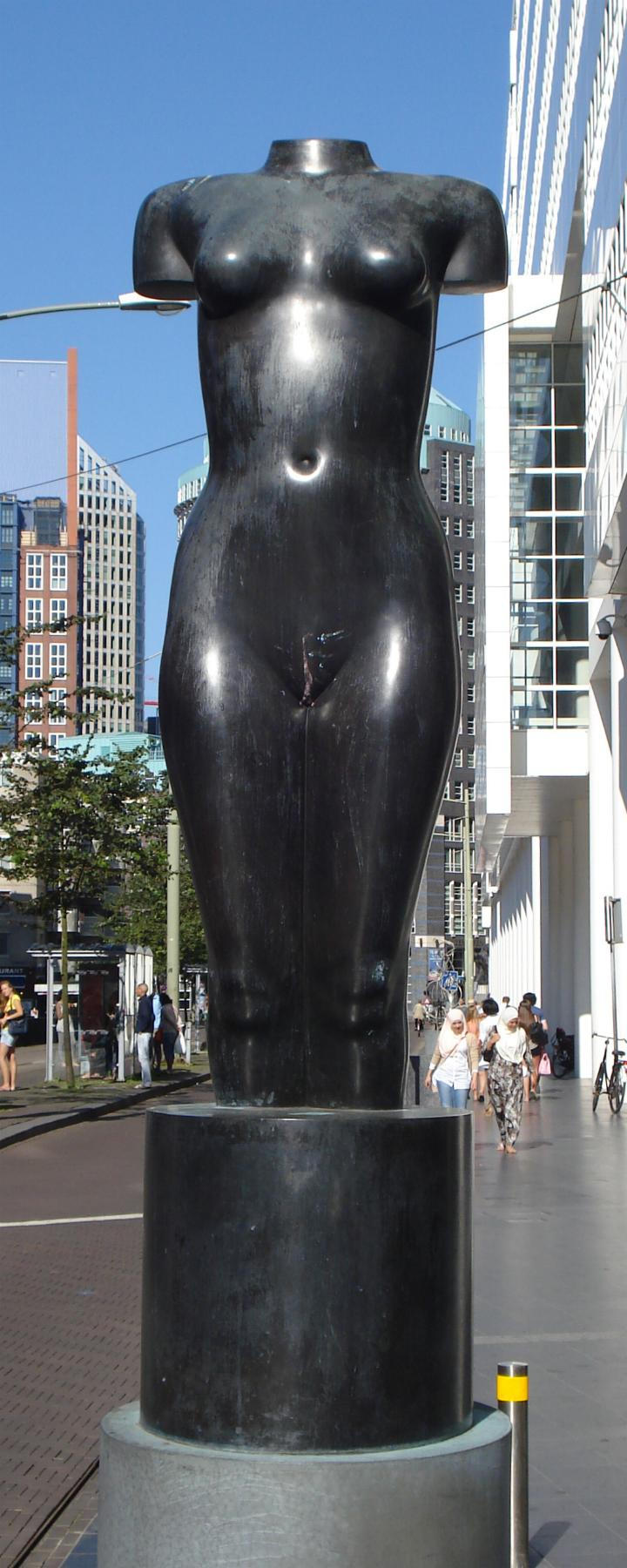
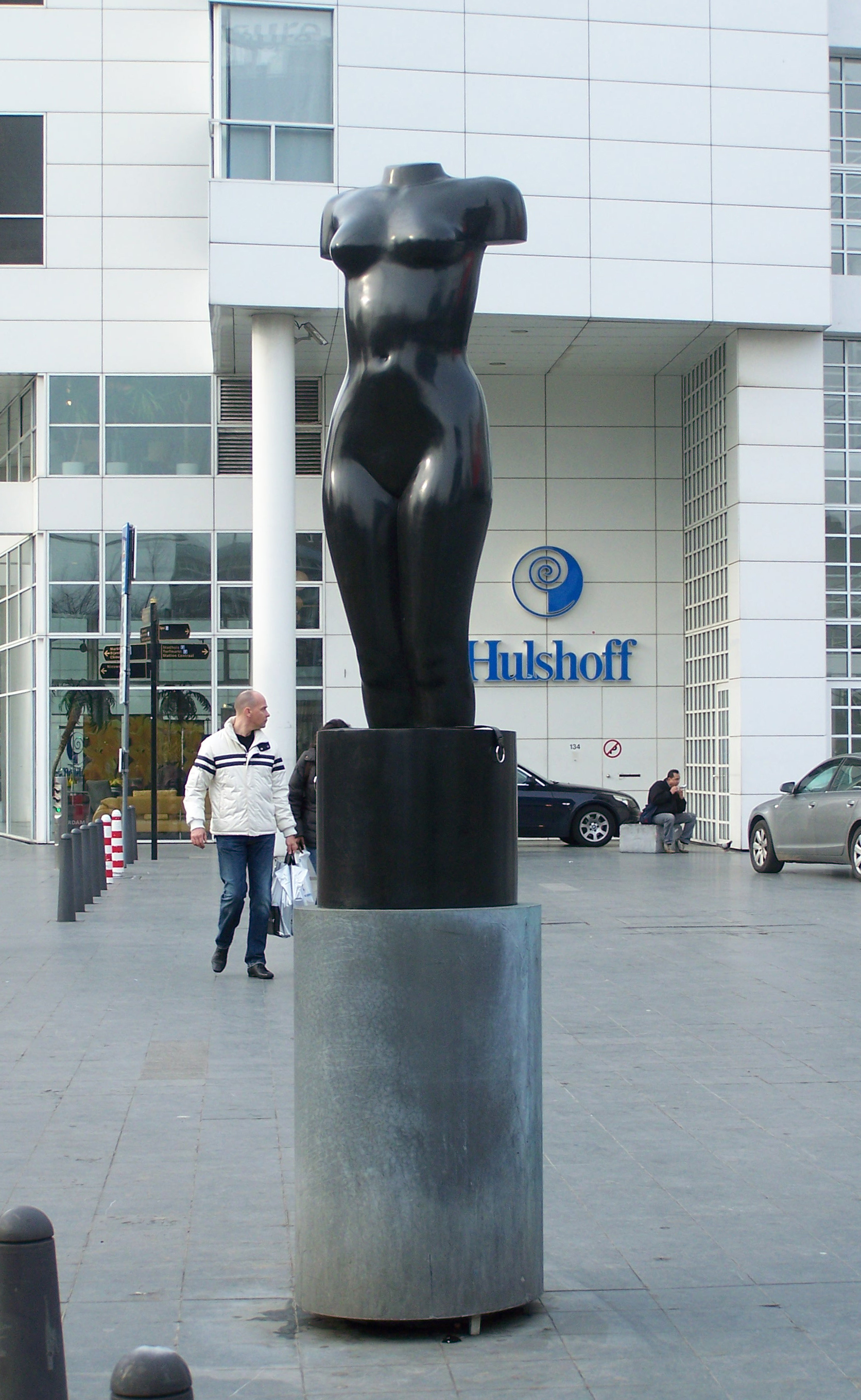
Pulsar para ampliar.

- Zigzag (1996), Prinsentuin y Leeuwarden 53°12′16.77″N 5°47′33.46″E / 53.2046583, 5.7926278

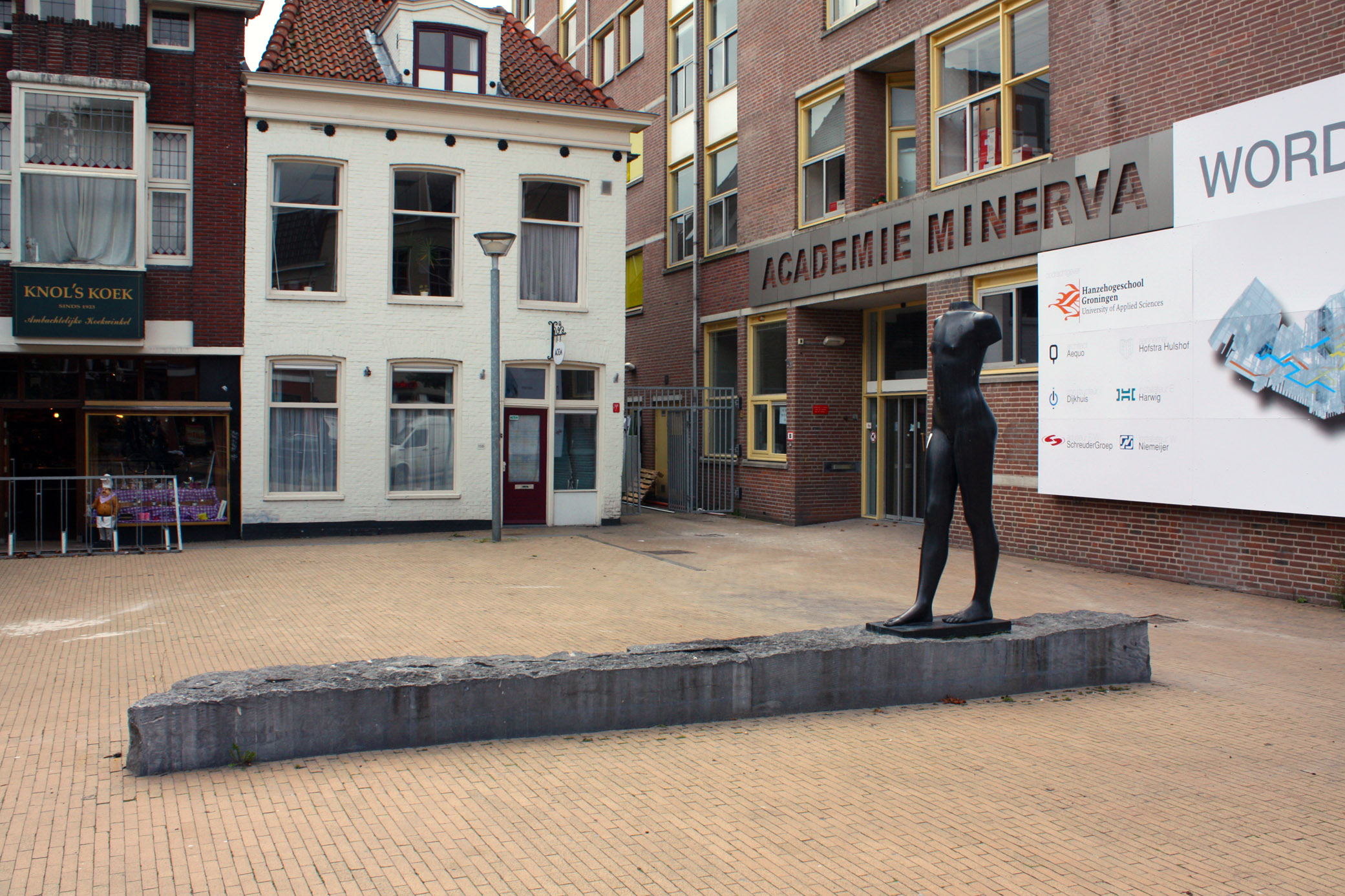
Pulsar para ampliar.

- 'Koude Steen' -Piedra caliente
- 'Staande jongen' -joven en pie
- 'Man' - hombre
- 'Vaas' -
- 'Jannie Sipkesprijs', trofeo del Premio de Cultura de Haarlem
- Stap - paso , obra realizada junto a Peter Stut, instalada en en el centro de Groninga

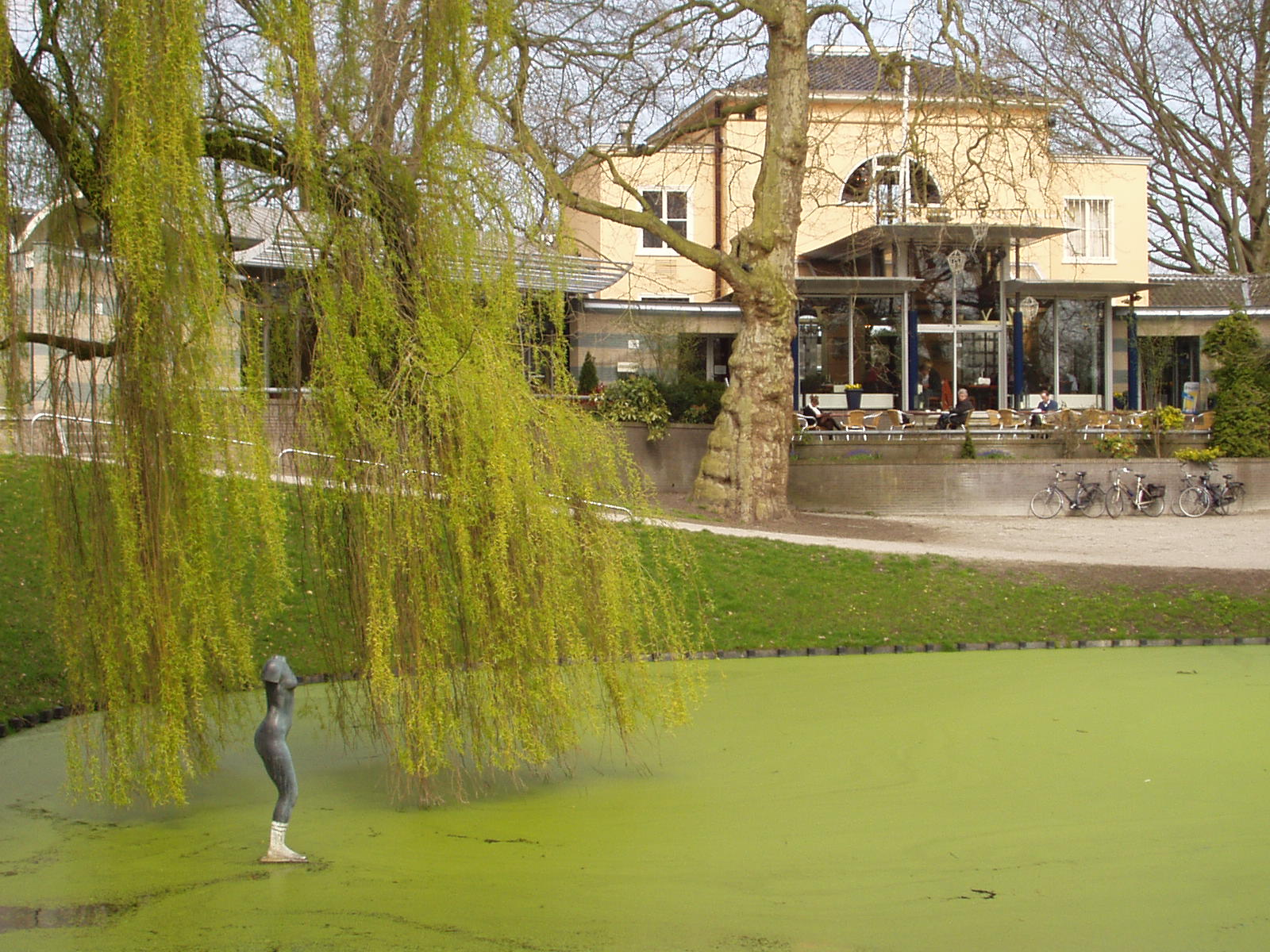
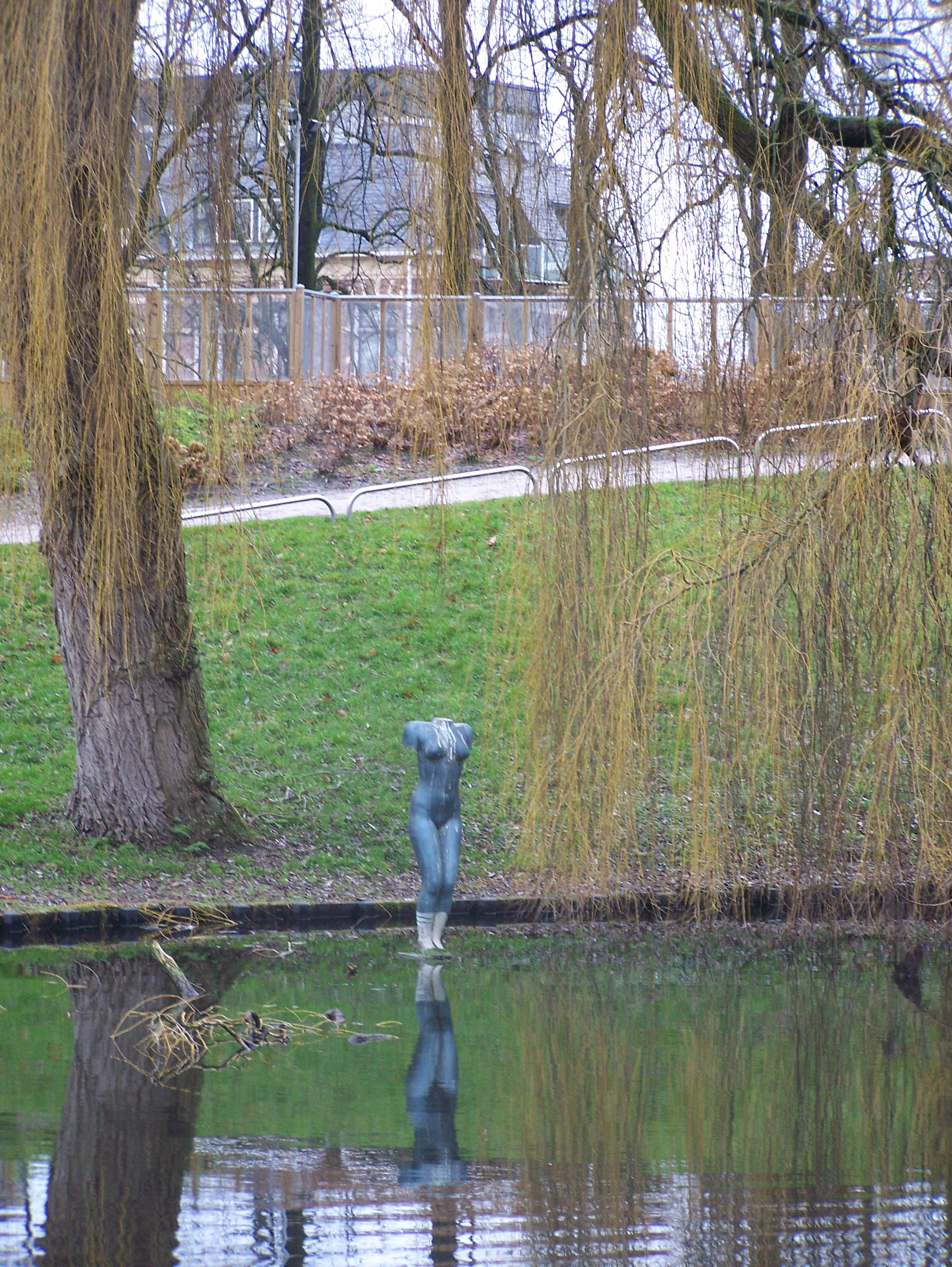
Pulsar para ampliar.

### Piedras
- 'Staande armen omhoog'
- 'Tors Vrouw'

Ambas de mármol.

## Galería de imágenes

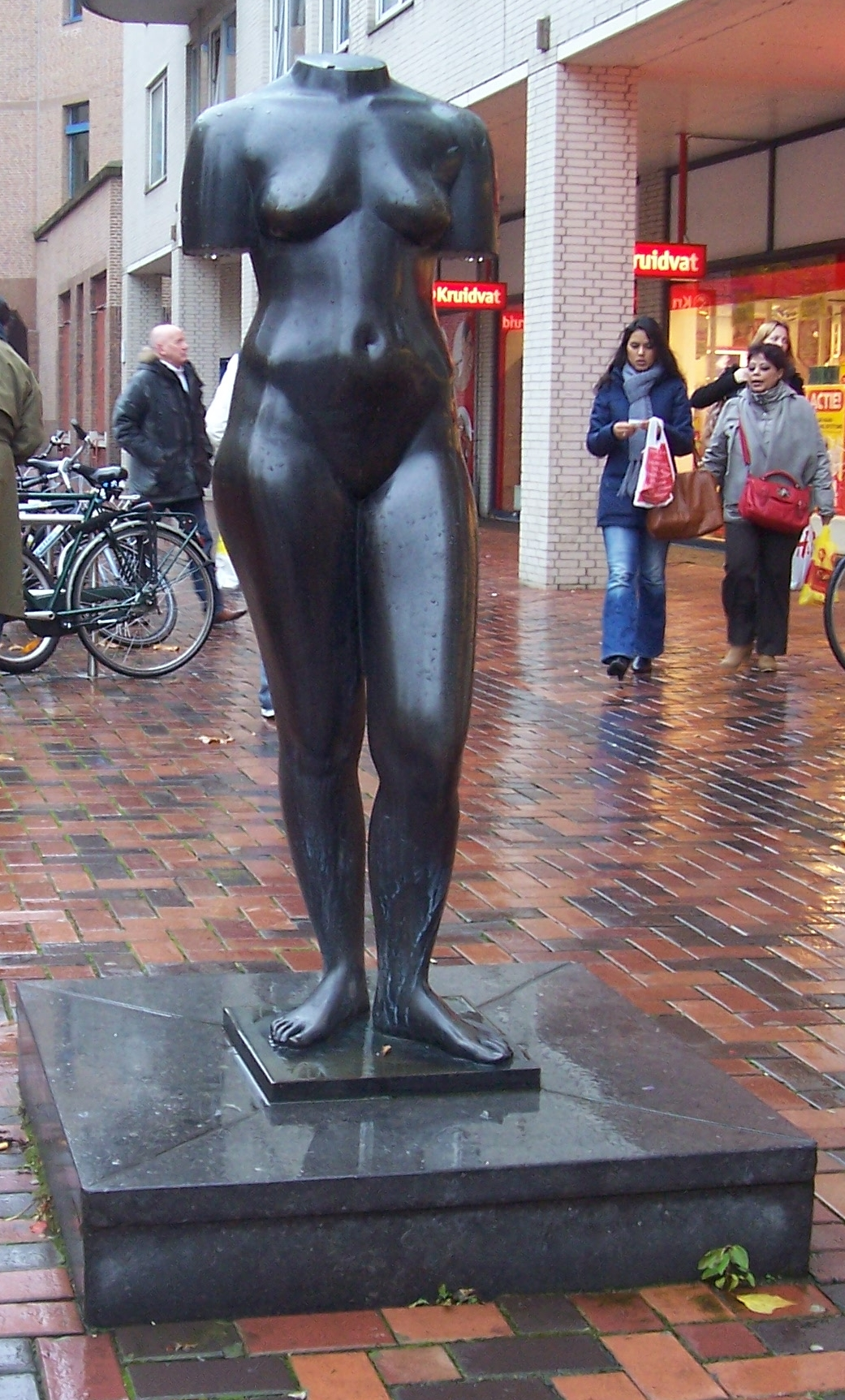
Staande beeld
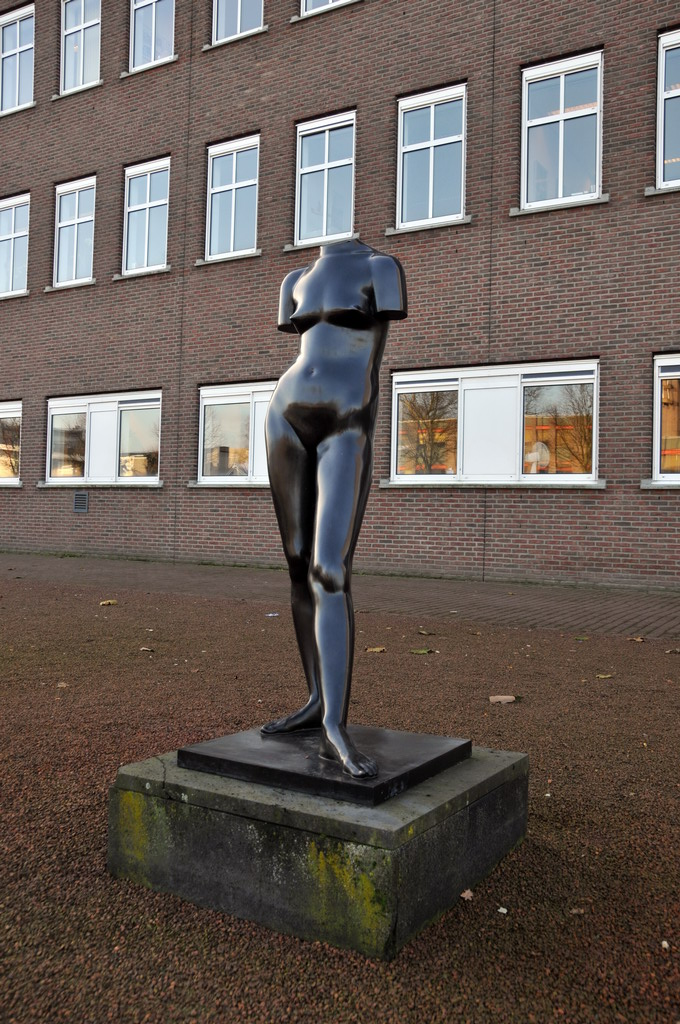
Egbert Gorterstraat , ayuntamiento de Almelo

 Pulsar sobre la imagen para ampliar.